# Драгана Рајбловић
Драгана Рајбловић (Београд, 1967) прва је жена из Србије која се попела на највиши врх света, Монт Еверест (8848м) на Хималајима.
Kао члан групе од девет планинара 2007. године учествовала је у експедицији коју је предводио планинар Драган Јаћимовић, која је имала за циљ успон на Монт Еверест. Завршни успон је изведен 20. маја 2007. године. Од девет чланова, њих седам је испењало врх, а међу њима и Драгана Рајбловић. Тиме је постала прва Српкиња којој је то успело, али и прва на Балкану. У региону, пре Драгане, на Монт Еверест попела се Словенка Марија Штремфељ, 1990. године.
Драгана Рајбловић - после тинејџерских година почела је да се бави планинарењем, спелеологијом и алпинизмом. Поред радозналости да се на планине пење и са оне теже, стрмије стране, тј. алпинизмом (коришћењем техничке опреме) имала је жељу и да се попне на што већу висину. Тако је постепено ишла на све више планине света да би се, као круну планинарства, попела на највиши врх света.
У периоду након успона, основала је Спортски клуб Алти у оквиру којег организује планинарске акције у земљи и свету.
Године 2016. написала је и књигу Мој Еверест – сан и јава, за коју одржава презентације и трибине у Србији и региону.

## Стечена звања
- Алпиниста приправник
- Спелеолог приправник
- Спортски планинарски водич
- Водич на обезбеђеним пењачким путевима – виаферратама
- Фитнес инструктор за групно вођење програма (Факултет спорта и физичког васпитања)

## Постигнути успеси
Поред Евереста попела се и на друге врхове света:
- 2004. – највиши врх Европе, Елбрус (5640 м.н.в.)
- 2005. – врх Исланд Пеак (6200 м.н.в.), Хималаји
- 2006. – врх Чо оју (8201.м.н.в.), шести врх по висини на свету
- 2007. – највиши врх света Монт Еверест (8850 м.н.в.). Приликом успона на Монт Еверест, изнела је заставу града Београда и фотографисала се. Застава наше престонице се тада по први пут у својој историји нашла на крову света. Фотографија је у поседу Скупштине Града Београда.
- 2008. – највиши вулкан света Охос Дел Саладо (6893 м.н.в.) у Аргентини.[3]
- 2010. – највиши врх Африке – Килиманџаро (5895 м.н.в.), као водич.
- 2012. – учествовала је у пројекту „33 дана Србија”. Препешачила преко 700 километара од југа до севера Србије за 33 дана.
- 2014. – највиши врх Атлас планина у Мароку, Монт Тоубкал (4167 м.н.в.), као водич

## Признања
- 2008. – Добитник почасног пасоша, међу прва 204 заслужна грађана Србије,
- 2010. – Уписана у листу „Знамените жене Србије”,
- 2011. – Почасни члан разних планинарских друштава као и дечјих,
- 2012. – Добитник свечане плакете за постигнуте највише спортске резултате у планинарским спортовима, Планинарског Савеза Србије, поводом стогодишњице планинарства у Србији.